# Gein (Amsterdam)
Gein is een woonwijk in Amsterdam-Zuidoost in het stadsdeel Gaasperdam. De naam van de wijk is ontleend aan het ten oosten van de wijk lopende riviertje Gein. De eerste woningen werden opgeleverd in 1982 en de wijk was eind jaren 1980 grotendeels voltooid.
De wijk is gebouwd in de Polder Gein en Gaasp en wordt aan de zuid- en oostkant begrensd door de provinciegrens tussen Noord-Holland en Utrecht met De Hoge Dijk en de Gaasperzoom. De westzijde grenst aan de wijk Reigersbos. Aan de noordzijde grenst de wijk aan de Gaasperplas. Die plas is ontstaan door de zandwinning die voor Amsterdam-Zuidoost nodig was. Het nabijgelegen Gaasperpark werd aangelegd tussen 1977 en 1982 voor de in dat laatste jaar gehouden Floriade. Na afloop van de Floriade werden bijna alle toevoegingen verwijderd, zodat een eenvoudiger stadspark overbleef. Aan de Gaasperplas bevinden zich een jachthaventje en meerdere ligweides. Naast de Gein-wijk ligt kinderboerderij 't Brinkie.

## Onderverdeling
De wijk is onderverdeeld in vier buurten; Gein I, Gein II, Gein III en Gein IV, hoofdzakelijk rechthoekige woonblokken en straten met laag- en middelhoogbouw. In Gein III (ook wel Gein3dorp genoemd) en Gein IV bevindt zich vrijwel uitsluitend laagbouw die tot stand kwam door toedoen van de vroegere wethouder Jan Schaefer.
Winkels zijn te vinden aan het Wisseloord in Gein I. De straatnamen in Gaasperdam werden voornamelijk ontleend aan namen van Nederlandse gemeenten, dorpen en boerderijen, maar er zijn ook buurten met namen van verzetsmensen en van Amsterdamse wethouders.
Het metrostation Gein van de Amsterdamse metro ligt in deze wijk en is de eindhalte van Metrolijn 50 en Metrolijn 54, de laatste was jarenlang bekend onder de naam Geinlijn en de eerste als de Ringlijn.

## Evenementen
Sinds 2008 wordt jaarlijks het "Gaasper Pleasure" muziekfestival georganiseerd, aan de zuidoever van de Gaasperplas. Dit initiatief is ontstaan door lokale bewoners uit Gein en is gestart als kleinschalig evenement. Vandaag de dag wordt dit nog steeds georganiseerd door de oorspronkelijke oprichters en is het uitgegroeid tot een tweedaags festival met meer dan 3000 bezoekers.
Ook wordt er ieder jaar in augustus het Reggae Lake Festival gehouden, met zoals de naam al zegt voornamelijk reggae muziek.
 Abberdaan · Admiralenbuurt · Amstel III · Amsteldorp · Amstelkwartier · Andreas Ensemble · Apollobuurt · ArenAPoort · Bajeskwartier · Banne Buiksloot · Bedrijventerrein Sloterdijk · Bellamybuurt · Betondorp · Bijlmer · Binnenstad · Bloemenbuurt · Borgerbuurt · Borneo · Bos en Lommer · Buiksloot · Buiksloterham · Buikslotermeer · Buiteneiland · Buitenveldert · Bullewijk · Burgwallen Oude Zijde · Burgwallen Nieuwe Zijde · Centrum Amsterdam Noord · Centrumeiland · Chassébuurt · Chinatown · Cremerbuurt (Amsterdam) · Cruquius · Czaar Peterbuurt · Da Costabuurt · Dapperbuurt · De Aker · De Baarsjes · De Bongerd · De Eendracht · De Heining · De Krommert · De 9 Straatjes · De Omval · De Pijp · Diamantbuurt · Driemond · Disteldorp · Dubbele Buurt · Duivelseiland · Duvelshoek · Elzenhagen · Erasmusparkbuurt · Floradorp · Frederik Hendrikbuurt · Funenpark · Gaasperdam · Gein · Geuzenveld · Gibraltarbuurt · Gouden Reael · Gulden Winckelbuurt · Grachtengordel · Haarlemmerbuurt · Hallenkwartier · Haven-Stad · Haveneiland · Havenstraatterrein · Helmersbuurt · Het Funen · Holendrecht · Hoofddorppleinbuurt · Houthaven · IJ-oevers · IJburg · IJdock · IJplein · Indische Buurt · Jan Maijenbuurt · Java-eiland · Jeruzalem · Jeugdland ·Jodenbuurt · Jordaan · Julianapark · Kadijken · Kadoelen · Kattenburg · Kinkerbuurt · KNSM-eiland · Kolenkitbuurt · Kop van Jut · Van der Kunbuurt · Laan van Spartaan · Landlust · Landstrekenbuurt · Lastage · Leidsebuurt · Lutkemeer · Marathonbuurt · Marineterrein · Marken · Marktkwartier · Medisch Centrum Slotervaart · Mercatorbuurt · Middelveldsche Akerpolder · Molenwijk · Museumkwartier · Nellestein · Nieuw Sloten · Amsterdam Nieuw-West · Nieuwe Pijp · Nieuwendam · Nieuwendammerdijk en Buiksloterdijk · Nieuwendammerham · Nieuwezijde · Nieuwmarkt · Noorderhof · Noordoever Sloterplas · Noordse Bos · Olympisch Kwartier · Omval · Ookmeer · Oostelijk Havengebied · Oostelijke Eilanden · Oostelijke Handelskade · Oostenburg · Oosterdokseiland · Oosterparkbuurt · Oostoever Sloterplas · Oostpoort · Oostzanerwerf · Osdorp · Oud Osdorp · Oud-Oost · Oud-West · Oud-Zuid · Oude Pijp · Oudezijde · Overamstel · Overhoeks · Overtoombuurt · Overtoomse Buurt · Overtoomse Veld · Park Haagseweg · Park de Meer · Plan van Gool · Plan West · Plan Zuid · Planciusbuurt · Plantagebuurt · Postjesbuurt · Prinses Irenebuurt · Rapenburg · Reigersbos · Riekerpolder · Rieteilanden · Rietlanden · Rivierenbuurt · Robert Scottbuurt · Roeterseiland · Ruigoord · Schinkel (bedrijventerrein) · Schinkelbuurt · Science Park · Sloten · Sloterdijk · Sloterdijk-Centrum · Slotermeer · Slotervaart · Sluisbuurt · Spaarndammerbuurt · Spieringhorn · Sporenburg · Sportheldenbuurt · Staatsliedenbuurt · Stadionbuurt · Steigereiland · Strandeiland · Teleport · Transvaalbuurt · Trompbuurt · Tuindorp Buiksloot · Tuindorp Buiksloterham · Tuindorp Nieuwendam · Tuindorp Oostzaan · Tuttifruttidorp · Van Tijenbuurt · Uilenburg · Universiteitskwartier · Valkenburg · Van der Kunbuurt · Van der Pekbuurt · Van Lennepbuurt · Venserpolder · Vlooienburg · Vogelbuurt · Vogeldorp · Vogeltjeswei · Volewijck · Vondelparkbuurt · Vrije Geer · Waalseiland · Watergraafsmeer · Waterlandpleinbuurt · Waterwijk · Weesp · Weesperbuurt · Weespertrekvaartbuurt · Weesperzijde · Westelijke Eilanden · Westelijke Tuinsteden · Westerdokseiland · Westerpark · Westpoort · Willemspark · Wittenburg · Zeeburg · Zeeburgereiland · Zeeheldenbuurt · Zuidas · Zuideramstel